# Động đất Tây Java 2024
Động đất Tây Java 2024 (tiếng Indonesia: Gempa bumi Jawa Barat 2024) là trận động đất xảy ra vào lúc 09:41:06 (WIB), ngày 18 tháng 9 năm 2024. Trận động đất có cường độ 5,1 Mw, tâm chấn độ sâu khoảng 10 km. Trận động đất đã làm 2 người chết, 159 người bị thương.